# Hegelstraße 16 (Weimar)

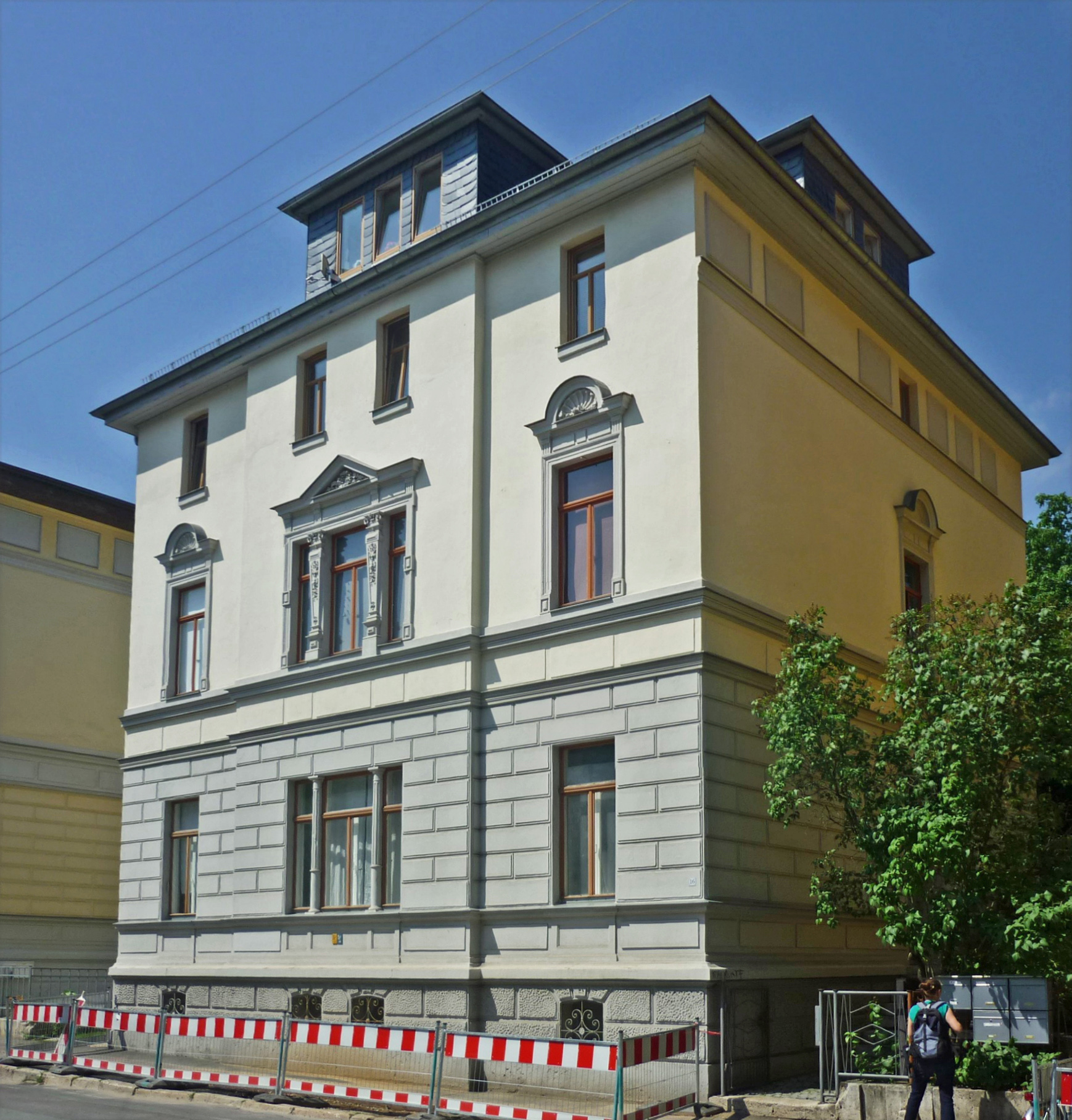
Hegelstraße 16

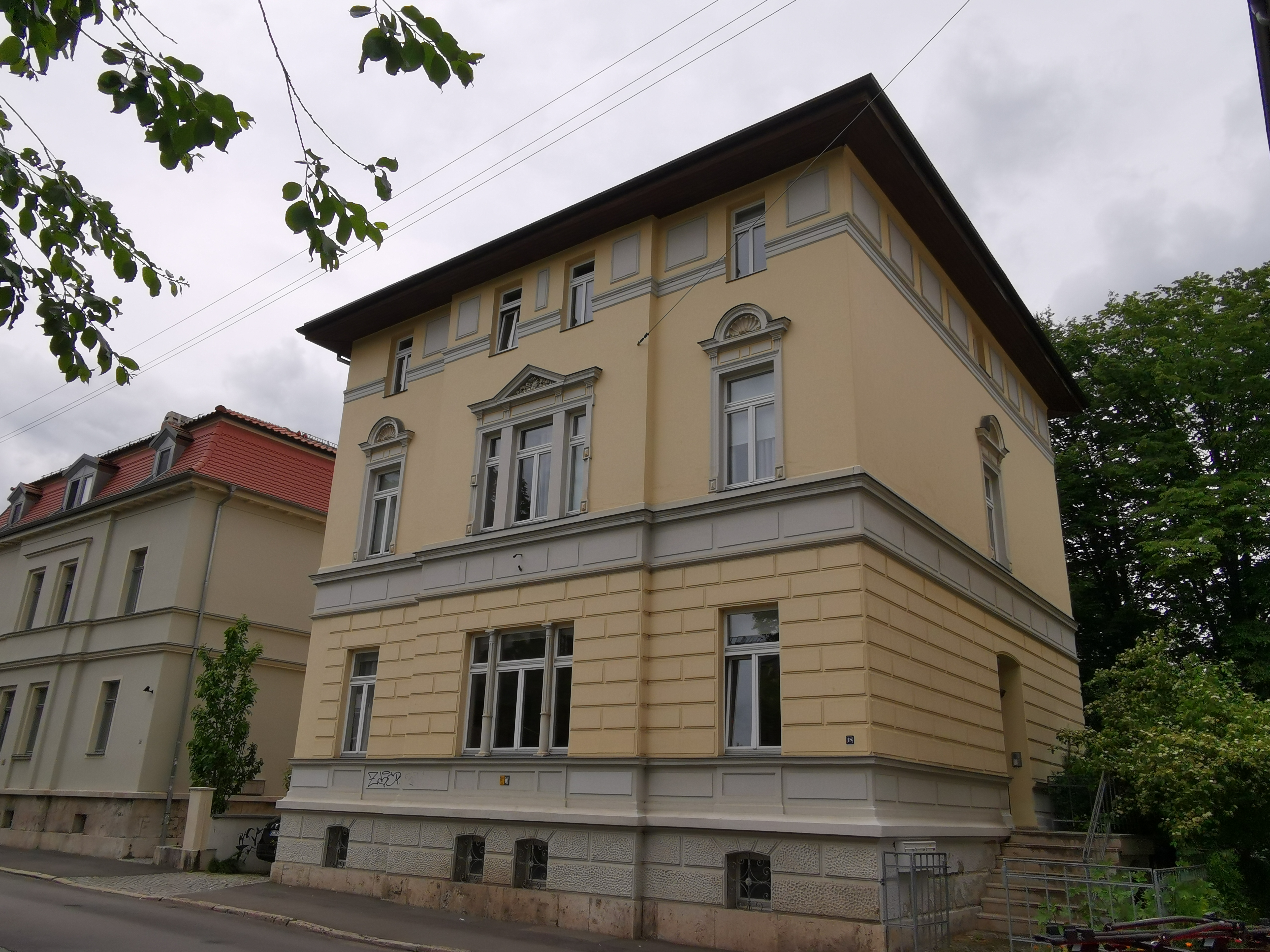
Hegelstraße 18

Die Hegelstraße 16 und die Hegelstraße 18 sind nahezu baugleiche denkmalgeschützte Wohnhäuser im Stile der Neorenaissance in Weimar.

## Geschichte
Der Bauunternehmer Karl Paulin beantragte für ein Grundstück in der Hegelstraße 1891 die Baugenehmigung für zwei Mietshäuser, deren Entwurf Hugo Weiß lieferte. Haus Hegelstraße 16 und 18 wurden 1892 fertiggestellt. 1906 wurden die Mezzaninfenster vergrößert. Laut dem Kunsthistoriker Kunsthistoriker gehören die beiden Bauten zu den charakteristischen Beispielen der sich an der italienischen Renaissance orientierenden Mietshausarchitektur. Die Zementputzgliederung an der Straßenfront wurde wohl 1930 beseitigt. Die Fassaden sind symmetrisch gegliedert und besitzen einen Mittelrisaliten, Bossenquader am Sockel und glatt verputzte Wandflächen in den Obergeschossen und Ädikularahmen an den Fenstern. Die Ausstattung der Erbauungszeit ist erhalten. Im Haus Hegelstraße 18 ist in den Füllfenstergittern der zweiflügeligen Haustür das Monogramm PF für den Rechtsanwalt Paul Flintzer, der 1894 Eigentümer des Hauses wurde, eingelassen. Unterschiedlich an sonsten nur die Dachform. Die Gauben wie bei Nr. 16 sind bei Nr. 18 nicht vorhanden.